# سامانه پانل‌های بزرگ

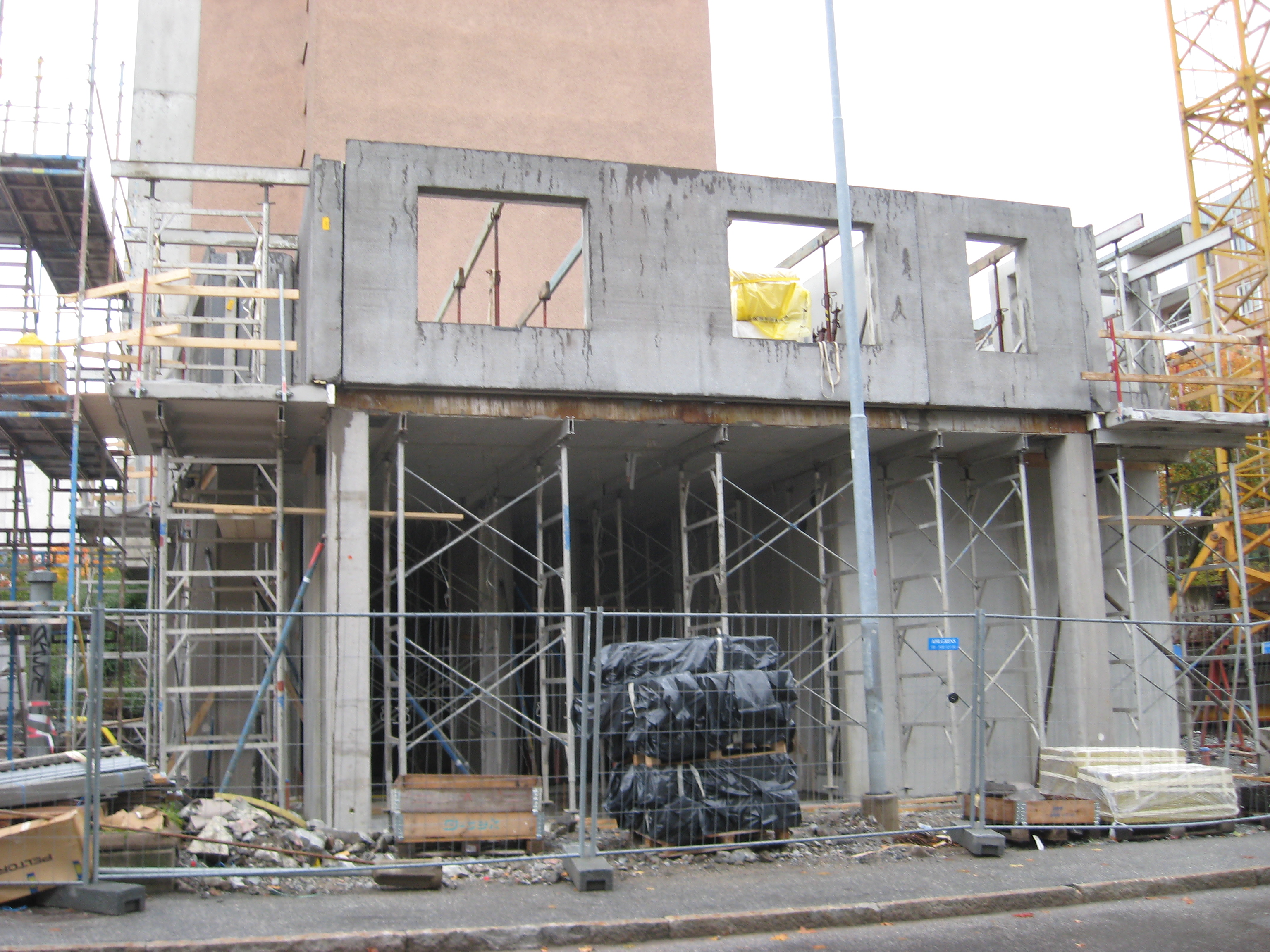
ساخت ساختمان توسط سیستم لارج پانل

سامانه پنل‌های بزرگ یا سیستم سازه‌ای پانل‌های بزرگ large-panel system building به اختصار LPS تغییر یافته سیستمی الهام گرفته از برخی سیستم‌های فرانسوی مربوط به سال‌های ۱۹۶۰ الی ۱۹۹۰ است. از جمله سیستم‌هایی که در ارائه سیستم سازه‌ای پانل‌های بزرگ تغییر یافته مورد استناد بوده‌اند سیستم‌های ساختمانی کوینت، مربوط به دهه ۱۹۷۰ و سیستم‌های ساختمانیCamus، Snet، Thermofarex و Tracoba می‌باشند. در سیستم پانل‌های بزرگ تغییر یافته، سعی شده است با تدابیری، حجم عملیات اجرایی در کارگاه (بتن‌ریزی اتصالات) به کم‌ترین مقدار برسد و از قالب‌بندی اتصالات در کارگاه تا حد امکان جلوگیری شود.

## خصوصیات

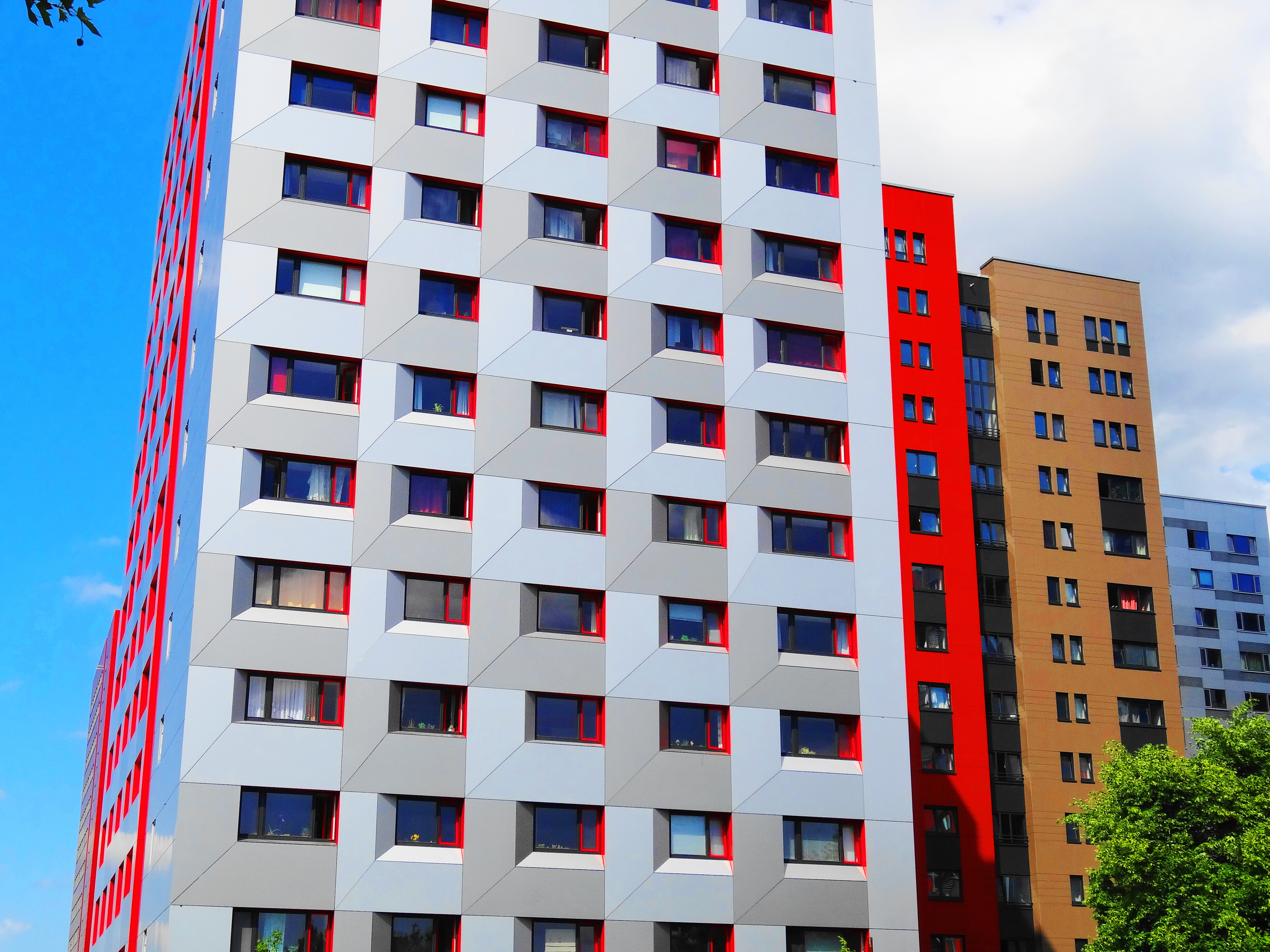
نوسازی یک پانل در درسدن

به طور خلاصه، می‌توان سیستم سازه‌ای ساختمان با پانل‌های بزرگ تغییر یافته را به صورت زیر تشریح کرد:
در این سیستم، پانل‌های پیش ساخته با طول کم‌تر از ۸ متر و مساحت کم‌تر از ۳۰ مترمربع طراحی و ساخته می‌شوند. حداقل ضخامت پانل‌های توپر ۱۵ سانتی‌متر در نظر گرفته می‌شود و در صورتی که در پانل، کلاف‌هایی برای تقویت در پیرامون و در بخش‌های میانی استفاده شود، ضخامت پانل تا ۱۲ سانتی‌متر نیز می‌تواند کاهش یابد. البته، روشن است که طراحی باید به گونه‌ای صورت گیرد که پانل قادر به مقاومت در برابر نیروها و تنش‌های وارد شده در زمان حمل، نصب و بهره‌برداری باشد.
در برخی موارد، در این سیستم، کفشک‌های بتنی پیش ساخته، نقش پی ساختمان را ایفا می‌کنند. کلاف‌های بتنی پیش ساخته، که رابط بین شالوده و کف و دیوارهای ساختمان هستند، روی کفشک‌های بتنی پیش ساخته قرار داده می‌شوند.
کف‌های پیش‌ساخته ساختمان (دیافراگم ‌های صلب کف)، توسط بتن‌ریزی درجا با بتن خود تراکم (Self Compact Concrete) در محل تعبیه میل‌گرد های اتصال در هر دو قطعه، به کلاف روی شالوده متصل می‌شوند. در این سیستم، دیوارهای سازه‌ای (عناصر باربر قائم و جانبی)، که پانل پیش ساخته هستند، با بتن‌ریزی درجا، به کلاف و کف متصل می‌شوند.